# Niek Sebens
Niek Sebens (Leiden, 27 februari 1990) is een Nederlands voetballer die uitkomt voor BVC '12 uit Beek. Eerder speelde hij voor De Graafschap en SV Juliana '31.

## Carrière
Sebens begon in de jeugd bij FC Zutphen. Hij vertrok later, net als zijn broer Rik Sebens naar De Graafschap. Na in de Eredivisie drie wedstrijden voor de eerste selectie te hebben gespeeld, maakte hij in 2010 als 19-jarige definitief de overstap naar de eerste selectie. Ondanks acht doelpunten in de voorbereiding van dat seizoen, speelde hij maar twee wedstrijden in de Jupiler League en hij besloot te vertrekken.
In 2011 tekende Sebens een contract bij het Maldense SV Juliana '31. Hier speelde hij twee seizoen en wist hij in zijn laatste seizoen promotie naar de Topklasse Zondag te bewerkstelligen. In 2013 stapte hij net als zijn twee jaar oudere broer Rik Sebens (tevens oud-De Graafschap) over naar BVC '12 uit het Gelderse Beek. In zijn eerste seizoen werd BVC '12 met overmacht kampioen in de vierde klasse (21 keer winst in 23 wedstrijden).